# Colombiers (Orne)

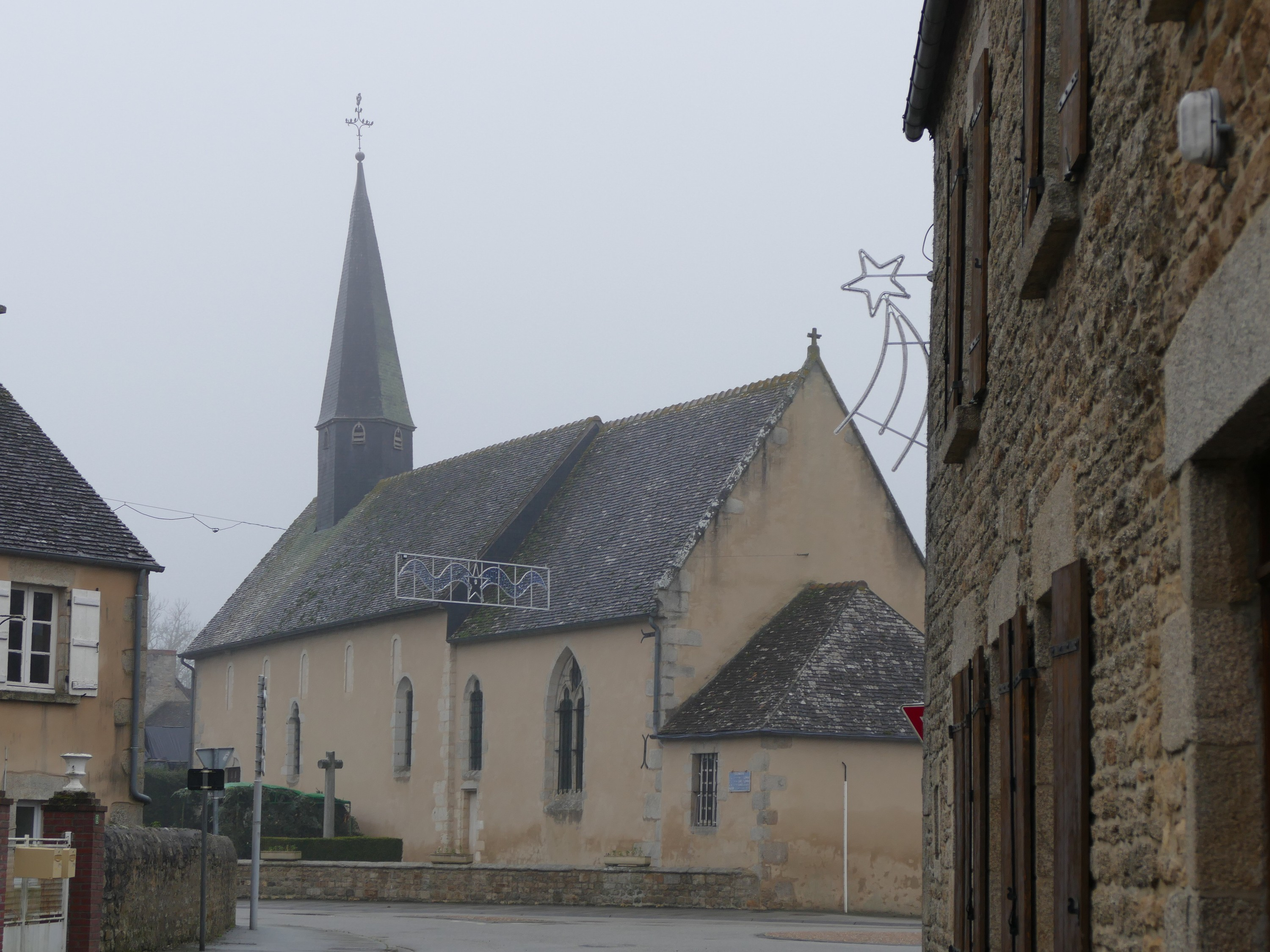
Kerk Saint-Rigomer

Colombiers is een gemeente in het Franse departement Orne (regio Normandië) en telt 326 inwoners (1999). De plaats maakt deel uit van het arrondissement Alençon.

## Geografie
De oppervlakte van Colombiers bedraagt 12,4 km², de bevolkingsdichtheid is 26,3 inwoners per km².
De onderstaande kaart toont de ligging van Colombiers (Orne) met de belangrijkste infrastructuur en aangrenzende gemeenten.

## Demografie
Onderstaande figuur toont het verloop van het inwonertal (bron: INSEE-tellingen).